# Alfredo Marqueríe Mompín
Alfredo Marqueríe Mompín (Mahón, 17 de enero de 1907 - Minglanilla, Cuenca, 31 de julio de 1974) fue ante todo periodista y crítico teatral, autor también de obras de teatro, poeta en sus años iniciáticos y escritor de artículos y ensayos, así como de algunos libros de carácter autobiográfico y memorialístico.

## Biografía
Nacido en Mahón (1907), pasó su infancia en Segovia. Su padre, militar, era muy aficionado a la lectura, además de escultista y director del periódico El Alcázar de Segovia (1911). También organizó funciones de teatro, novilladas y representaciones de circo con fines benéficos, lo que hizo a su hijo Alfredo aficionarse desde bien pronto a la farándula, como escribió él mismo en sus Memorias informales. Falleció en 1921, en el Desastre de Annual.
En Segovia fue alumno además del poeta Antonio Machado, al que frecuentó no poco y moteja en sus memorias de muy aficionado al vino e incluso de "algo borrachín". Desde 1922 colaboró Marqueríe en las revistas literarias Alfar, Mediodía,  Manantial, Parábola, Meseta y sobre todo Papel de Vasar. En 1923, cuando apenas contaba diecisiete años, publica su primer libro, el poemario Rosas líricas (1923), dedicado a su padre. En 1926 es redactor del Heraldo Segoviano de Carlos Martín Crespo. Tras estudiar Derecho en Madrid, en 1928 se doctora en esta materia y en 1931 trabaja de redactor-jefe del periódico Segovia Republicana dirigido por Rubén Landa. Aunque gana con el número dos unas oposiciones a secretarios de administración local, prefiere trabajar en la prensa escrita madrileña y entra como redactor en el diario Informaciones en 1932; allí fue crítico teatral desde 1940. En el ínterin había dejado de ser republicano y frecuentaba la tertulia La ballena alegre de Falange Española constituida desde 1933 en torno a José Antonio Primo de Rivera en los bajos de la cervecería Lyon, a la cual acudían también Agustín de Foxá, Sánchez Mazas, Víctor de la Serna, José María Alfaro y Dionisio Ridruejo. 
Al estallar la Guerra civil Marqueríe estaba en Madrid y al poco tiempo de la caída de San Sebastián, en septiembre de 1936, salió de Madrid y se instaló en la ciudad vasca donde pasó la guerra afiliado y militante de Falange y colaborando como periodista en Unidad, Vértice, Fotos, Domingo… Publicó poesías en Lira bélica, de Jesús Sanz y Díaz, en la editorial Santarén de Valladolid, en 1939, junto con otros escritores franquistas, como Foxá, Pemán, Eduardo Marquina y Manuel Machado. A fines de 1937 el periodista Gregorio Corrochano hizo un viaje desde Tetuán a San Sebastián para contratar a Marqueríe y a Tomás Borrás como redactores de un nuevo diario, España, de Tánger, auspiciado y financiado por Juan Beigbeder, Alto Comisario en Tetuán y luego Ministro de Asuntos Exteriores en el primer gobierno de Franco. Al finalizar la guerra civil Alfredo Marqueríe fue nombrado subdirector de Informaciones, diario que dirige el falangista camisa vieja y germanófilo Víctor de la Serna, su compañero de tertulia. Colaboró entonces en la antología poética filonazi Poemas de la Alemania Eterna (1940) con el romance “Paracaidistas del Reich”; llamativa combinación de imágenes vanguardistas y simbología religiosa, al presentarse el avión del que se arrojan los paracaidistas como una Cruz y ser los paracaidistas doce, como los apóstoles:
La Cruz voladora siembra / doce semillas gigantes / que en el azul luminoso / súbitamente se abren: / flores de tallo cortado, / balancines inestables, / lluvia armada que desciende / sobre la tierra de nadie [...] / Son doce bengalas vivas, / doce aerolitos de carne, / doce arcángeles de guerra, / doce bélicos arcángeles. / Los toldos de blanca seda / parecen palios triunfales. / Del cielo bajan las cúpulas / de las nuevas catedrales / del templo del heroísmo, / que empieza por el remate.
Fue director del semanario Tajo. Colaboró además activamente en 1942 en Legiones y falanges y, entre muchas otras publicaciones, en Festa d'Elig (1942-1953).
Siguió como crítico teatral en el diario ABC entre 1944 y 1960, Televisión Española y finalmente en el Diario Pueblo (1964-1973) y en La Hoja del Lunes. Fue además durante veinte años redactor jefe del NO-DO, el noticiario cinematográfico español de posguerra. Cultivó todos los géneros lierarios: el ensayo, la poesía, el teatro y la novela. Obtuvo el Premio Nacional de Literatura (1934), el Premio Nacional de Teatro (1953), el Premio Nacional de Libros de Texto (1959), el Premio Lope de Vega de sonetos del Ayuntamiento de Madrid (1963), el Premio Luca de Tena y el Premio Rodríguez Santamaría.
Fue un gran defensor del circo y un apasionado del teatro y escribió numerosas y muy afamadas críticas teatrales y ensayos sobre estas materias; incluso se dedicó a la dirección escénica, llegando a mediados de los cincuenta a dirigir el Teatro María Guerrero. Hizo versiones de Medea de Eurípides y de Las nubes de Aristófanes, entre otros autores clásicos grecolatinos. A pesar de sus ideas muy conservadoras en lo político, dio muestras de gran independencia y criterio a la hora de distinguir como crítico entre buen y mal teatro, buscando siempre el buen gusto: frente al "torradismo" de los años cuarenta buscaba la comedia de ingenio y fustigaba sin piedad el humor rancio de los Leandro Navarro, José de Lucio, Luis Tejedor, Luis Fernández de Sevilla y el citado Adolfo Torrado, abriendo el camino al teatro de Joaquín Calvo Sotelo, Víctor Ruiz Iriarte, Miguel Mihura, etc. Defendió el teatro anglosajón del momento, el teatro francés clásico y el alemán de vanguardia. Fue el primero en defender la calidad literaria del teatro de Enrique Jardiel Poncela y en acuñar la expresión teatro del absurdo, pero defendió la primacía en el tiempo de Miguel Mihura y Jardiel frente a Ionesco, al que negó el pan y la sal. Dedicó también libros a los dramaturgos Alfonso Paso, de quien alabó la primera época y despreció su claudicación comercial, Jaime Salom y Carlos Arniches. Su poesía, con huellas machadianas, es de tono postmodernista, acercándose a veces al ultraísmo. Como narrador compuso sobre todo novelas cortas de estilo sainetesco y costumbrista, de humor fácil y desenfadado. La de mayor éxito fue Don Laureano y sus seis aventuras (1940), que tuvo su secuela y continuación en una segunda entrega en 1945.
También trabajó como corresponsal de prensa, lo que le llevó a viajar por Marruecos, Inglaterra, Francia, Alemania, Polonia y Rusia. Murió en un accidente de tráfico junto a su esposa, Pilar Calvo Rodero.

## Obra (selección)

### Memorias
- Personas y personajes. Memorias informales. Barcelona, DOPESA, 1971.

### Ensayos
- Inglaterra y los ingleses (1939)
- Desde la silla eléctrica; crítica teatral (1942).
- Sobre la vida y obra de don Carlos Arniches (1944)
- En la jaula de los leones: memorias y crítica teatral (1944)
- Madrid, hoy (1945)
- Jardiel Poncela y su teatro (1945)
- Toros y toreros (1948)
- Un mes con el circo (1955).
- Cien anécdotas de teatro (1958).
- Veinte años de teatro en España (1959)
- Benavente y su teatro; disertación cordial (1960)
- Alfonso Paso y su teatro (1966).
- El teatro que yo he visto (1968)
- España: ¡Qué país! (1970)
- Cincuenta personajes del teatro universal (1972)
- La comedia del arte (1972)
- Ensayo crítico del teatro de Jaime Salom (1973)
- Realidad y fantasía en el Teatro de Jaime Salom (1973).
- El teatro de Jardiel Poncela: ensayo [S.l. : s.n., s.a.]

### Narrativa
- Blas y su mecanógrafa, 1939.
- Cuatro pisos y la portería (1940).
- Don Laureano y sus seis aventuras. Barcelona: Patria, 1940; tuvo una segunda parte en 1945.
- Novelas para leer en un viaje, 1941.
- El Misterio del circo: novela (1943).
- El torero y su sombra (1945).
- Cuando cae el telón (1950).
- Marta, muchacha taquimeca (s. f.,1950?)
- Drama en la pista (s.f., 1950?).
- La antesala del infierno (1975).

### Biografías
- Francisco Pizarro, largo en vida y en hazañas, 1945.
- Doña María de Padilla, un amor constante, 1952.

### Teatro
- El apólogo del mendigo. Poema escénico. manuscrito inédito de 1925.
- Con José María Alfaro Polanco, Fue en una venta (1926)
- El agua hierve (1955)
- Cuatro en el juego (1955)
- El teatro y el mar (escena y travesía), 1961

### Poesía
- 23 poemas. Segovia, Universidad Popular Segoviana - Imprenta de Carlos Martín, 1927.
- Reloj. Poemas. Segovia, Imprenta de Carlos Martín, 1934.

### Adaptaciones teatrales
- Esquilo; Sófocles; Eurípides; Aristófanes, Menandro, Plauto, Terencio, Séneca, Versiones representables de teatro Griego y Latino: La orestíada / Esquilo. Ayax / Sófocles. Medea, Ifigenia / Eurípides. Las nubes / Aristófanes. El díscolo / Menandro. Los gemelos / Plauto. Formión / Terencio; Tiestes / Séneca. Madrid: Aguilar, 1966.
- Versión de Eurípides, Medea (1955),
- Versión de Aristófanes, Las nubes (Teatro, 1955),

## Premios
- Premio Nacional de Literatura (1934).
- Premio de la Cámara Oficial del Libro de España (1933).
- Premio Luca de Tena de periodismo (1939)
- Premio Nacional de Teatro (1953)
- Premio Nacional de libros de texto (1959)
- Premio Lope de Vega de sonetos del Ayuntamiento de Madrid (1963)